# Jacques Herzog
Jacques Herzog, född 19 april 1950 i Basel, är en schweizisk arkitekt och en av grundarna av arkitektbyrån Herzog & de Meuron. 
Jaques Herzog utbildade sig vid Tekniska Högskolan ETH i Zürich i Schweiz, med examen 1975. Han öppnade tillsammans med Pierre de Meuron år 1978 Herzog & de Meron i Basel, som fick sitt genombrott år 1994 med ett delvis snedställt, kubformat ställverk på bangården till järnvägsstationen Basel SBB i centrala Basel.
Herzog & de Meuron arbetade i början av 2000-talet med ett hotellprojekt i Helsingfors nära presidentbostaden. Detta avbröts efter ett beslut i stadsfullmäktige, eftersom det ansågs störa stadsbilden.
I Sverige arbetar arkitektbyrån på uppdrag av Oscar Properties med ett tornliknande bostadshusprojekt i Stockholm (Glasklockan i Norra Djurgårdsstaden), tänkt att uppföras bredvid Ferdinand Bobergs två gasklockor i tegel. I Hamburg har arkitekbyrån ritat Elbphilharmonie, ett stort konserthus- och hotellkomplex, färdigställt i början av 2017.
Arkitektduon fick Schockpriset år 1999, Pritzkerpriset 2001 och japanska Praemium Imperiale 2007.

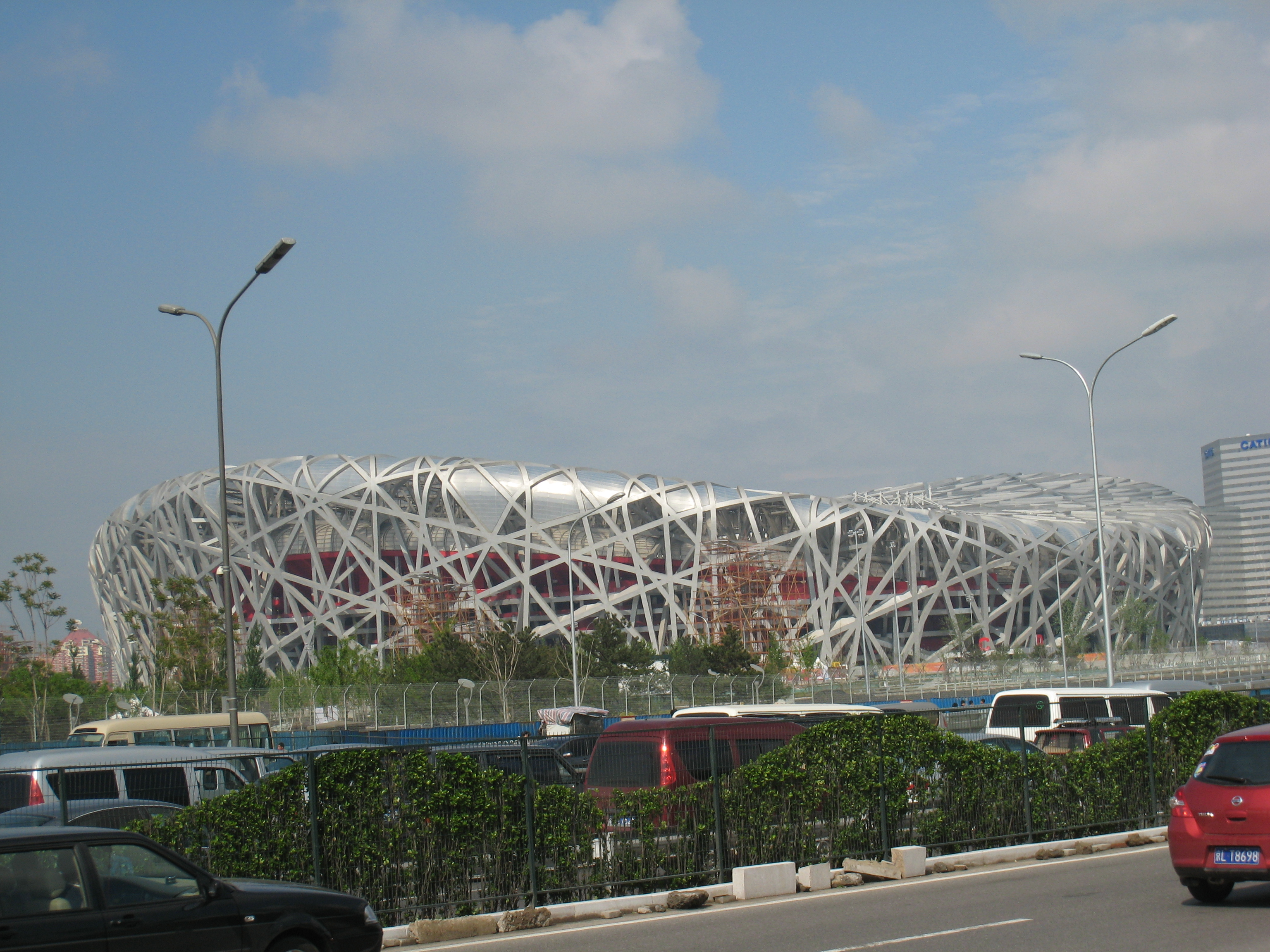
Pekings Nationalstadion, ett av Herzog & de Meurons byggprojekt.

## Projekt i urval
- Pekings Nationalstadion i Kina, 2008
- Bostadshus vid rue des Suisses i Paris, 1999–2000
- Roche Pharma Research Institute byggnad 92/byggnad 41, Hoffmann-La Roche i Basel, Schweiz, 1998–2000
- Tate Modern i London 1998–2000
- Ricola Marketing Building i Laufen, Schweiz, 1998
- Dominus Winery i Yountville, Kalifornien, USA, 1996–98
- Zentrales Stellwerk vid järnvägsstationen Basel SBB i Schweiz, 1994–98
- Ricola-Europe SA produktions- och lagerbyggnad i Mulhouse-Brunstatt, Frankrike, 1993
- Ricola fabriksutbyggnad och glastak i Laufen, Schweiz, 1998–91[8]